# Jean Aerts
Jean Aerts (Laken, 8 september 1907 – Brugge, 15 juni 1992) was een Belgisch wielrenner.
Aerts was een erkend sprinter. Hij was de eerste wielrenner die zowel de wereldtitel op de weg won bij de amateurs in 1927 als ook bij de professionals in 1935. Hij had in de wielerwereld de bijnaam "Hoge Piet" vanwege zijn elegante stijl op de fiets. Een andere bijnaam was "De brummel van de fiets".

## Biografie
Het wereldkampioenschap in 1927 werd gehouden in Duitsland op de Nürburgring voor zowel professionals als amateurs in een en dezelfde wedstrijd. Aerts eindigde in deze wedstrijd op de vijfde plaats en eerste niet-Italiaan en omdat hij met deze plaats de hoogst gerangschikte amateur was werd hij uitgeroepen tot wereldkampioen in deze klasse. Als bijzonderheid bij deze overwinning moet nog worden opgemerkt dat Aerts niet door de Belgische Wielerbond was geselecteerd voor dit WK, maar dat hij toch op eigen gelegenheid en kosten aan deze wedstrijd mocht meedoen. In 1928 nam hij deel aan de Olympische Spelen in Amsterdam. Hij kwam uit in de individuele wegwedstrijd, team wegwedstrijd en de 1000 meter tijdrit en behaalde hierbij respectievelijk een elfde, vijfde en gedeelde negende plaats.
Jean Aerts was professional van 1929 tot 1944. Bij het behalen van de wereldtitel bij de profs in 1935 in het Belgische Floreffe versloeg hij de Spanjaard Luciano Montero Hernandez en zijn landgenoot Gustave Danneels.
Ook in de Ronde van Frankrijk was hij succesvol: hij behaalde in totaal 12 etappeoverwinningen en staat hiermee met Philippe Thys gedeeld derde op de lijst van Belgische winnaars – enkel Eddy Merckx (34) en Freddy Maertens (15) hebben er meer. In 1932 heeft hij tevens één dag de gele trui mogen dragen.
In 1931 won hij de wielerklassieker Parijs-Brussel en in 1933 werd hij eerste in het eindklassement van de Ronde van België.
In 1937 raakte Aerts betrokken bij een valpartij, waarbij hij een schedelbreuk opliep. Enkele dagen lang werd voor zijn leven gevreesd.
Aan het einde van zijn wielerloopbaan was Aerts ook succesvol als baanwielrenner. Hij won in 1937 de zesdaagsen van Brussel en New York en in 1941 en 1942 werd hij Belgisch Kampioen halve fond bij de profs.
Na zijn wielerloopbaan werd Jean Aerts benoemd tot ploegleider van de Belgische Tourploegen in 1958 en 1959.

## Belangrijkste overwinningen
1927
- Wereldkampioen op de weg, Amateurs
- Belgisch kampioen op de weg, amateurs

1928
- Belgisch kampioen op de weg, amateurs

1929
- 1e, 3e, 4e, 5e, 7e etappe Ronde van Catalonië

1930
- 6e etappe Ronde van Frankrijk

1931
- Parijs-Brussel

1932
- 1e etappe Ronde van Frankrijk

1933
- 4e, 15e, 17e, 19e, 20e en 21e etappe Ronde van Frankrijk
- 2e etappe Parijs-Nice
- 2e, 3e en 5e etappe Ronde van België
- Eindklassement Ronde van België

1934
- 7e etappe Ronde van Zwitserland

1935
- 4e, 8e, 10e en 19e (deel B) etappe Ronde van Frankrijk
- Wereldkampioenschap op de weg

1936
- Belgisch kampioenschap op de weg

## Belangrijkste ereplaatsen
1929
- 2e - Ronde van Catalonië
- 4e - Scheldeprijs
- 6e - Parijs-Roubaix
- 7e - Parijs-Tours

1930
- 3e - Ronde van het Baskenland
- 6e - Parijs-Roubaix
- 7e - Parijs-Tours
- 8e - Parijs-Brussel

1931
- 3e - Ronde van Vlaanderen

1932
- 4e - Parijs-Roubaix
- 4e - Ronde van Vlaanderen
- 5e - Parijs-Brussel

1933
- 7e - Parijs-Nice
- 9e - Ronde van Frankrijk

1934
- 6e - Ronde van Zwitserland

1935
- 3e - Parijs-Roubaix

1936
- 6e - Parijs-Tours

## Resultaten in voornaamste wedstrijden
| Jaar | Ronde van Italië | Ronde van Frankrijk | Ronde van Spanje |
| ---- | ---------------- | ------------------- | ---------------- |
| 1929 |                  | opgave              |                  |
| 1930 |                  | opgave (1)          |                  |
| 1931 |                  |                     |                  |
| 1932 |                  | 13e (1)             |                  |
| 1933 |                  | 9e (6)              |                  |
| 1934 |                  |                     |                  |
| 1935 |                  | 29e (4)             |                  |

| Jaar | Ronde van Vlaanderen | Parijs-Roubaix | Parijs-Brussel |  | WK op de weg |
| ---- | -------------------- | -------------- | -------------- |  | ------------ |
| 1929 |                      | 7e             |                |  |              |
| 1930 |                      | 6e             | 8e             |  |              |
| 1931 | ↑                    | 19e            | Goud           |  |              |
| 1932 | 4e                   | 4e             | 5e             |  |              |
| 1933 | 13e                  |                |                |  |              |
| 1934 |                      |                | 13e            |  |              |
| 1935 |                      | ↑              |                |  | ↑            |

- Bibliothèque nationale de France: cb177227334 (data)
- International Standard Name Identifier: 0000 0004 6470 6563
- Virtual International Authority File: 7337152331615103260001